# Boris Dawidowitsch Sislin
Boris Dawidowitsch Sislin (russisch Борис Давидович Зислин; * 1.  Mai 1928; † 18. Dezember 2010) war ein russischer Chirurg, Anästhesist und Intensivmediziner. Bekannt wurde er vor allem durch seine Forschungstätigkeiten im Bereich der Beatmungsmedizin und des nichtinvasiven Monitorings. Von 2002 bis 2004 war Sislin Vorstandsmitglied der European Society for Jet Ventilation (ESJV).